# Ohio Wesleyan University
Ej att förväxla med Wesleyan University i Connecticut.

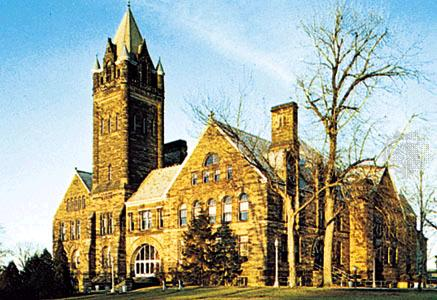
University Hall, färdigställt 1898

Ohio Wesleyan University (även känt som Wesleyan eller OWU) är ett amerikanskt privat college med allmän inriktning (liberal arts college) som undervisar både män och kvinnor. Det ligger i Delaware i Ohio och grundades 1842. Wesleyan har placerats bland de främsta collegen i USA under 2005 av flera tidskrifter som inriktar sig på collegevärlden, till exempel Princeton Review.
Studenterna kommer från omkring 44 av USA:s 50 delstater och omkring 47 andra länder. Cirka tolv procent av de cirka 1 950 studenterna på grundnivåutbildningar är utländska. De populäraste ämnena på Wesleyan är ekonomi, politik, psykologi och engelsk litteratur.
Wesleyans skoltidning heter The Transcript och årsboken Le Bijou. Skolans motto är ”In lumine tuo videbimus lumen” (’i ditt ljus skall vi se ljuset’). Universitet är uppkallat efter John Wesley, metodismens grundare.